# Đức tin

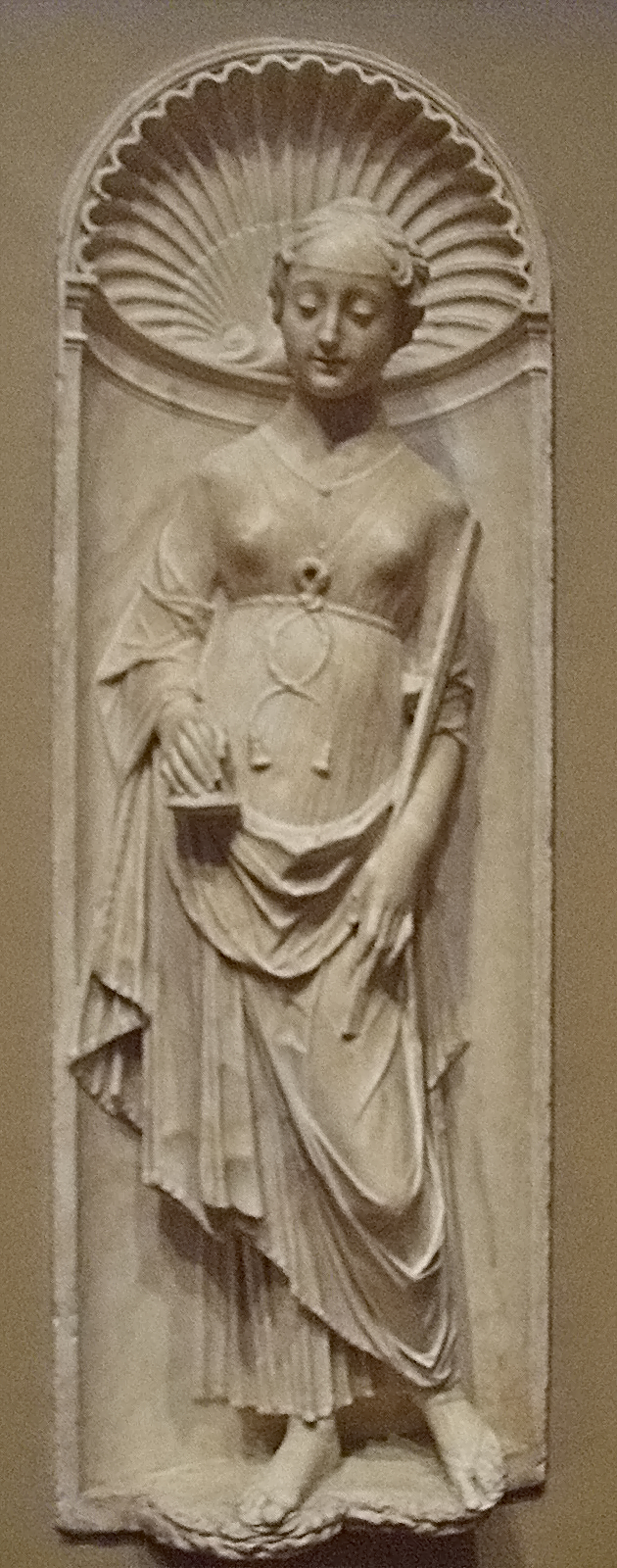
Đức tin (Armani), bởi Mino da Fiesole.

Đức tin là niềm tin hoặc tin tưởng vào một người, sự vật hoặc khái niệm Trong bối cảnh tôn giáo, người ta có thể định nghĩa đức tin là niềm tin hoặc lòng tin vào một hệ thống tín ngưỡng tôn giáo cụ thể. Những người theo tôn giáo thường nghĩ về đức tin là sự tự tin dựa trên mức độ nhận thức của sự bảo đảm, trong khi những người khác nghi ngờ tôn giáo có xu hướng nghĩ rằng đức tin chỉ đơn giản là niềm tin mà không có bằng chứng.

## Các giai đoạn phát triển đức tin
James W. Fowler (1940-2015) đề xuất một loạt các giai đoạn phát triển tín ngưỡng/đức tin (hay phát triển tâm linh) trong suốt vòng đời của con người. Các giai đoạn của ông liên quan chặt chẽ đến công việc của Piaget, Erikson và Kohlberg liên quan đến các khía cạnh phát triển tâm lý ở trẻ em và người lớn. Fowler định nghĩa đức tin là một hoạt động tin tưởng, cam kết và liên quan đến thế giới dựa trên một loạt các giả định về cách một người có liên quan đến người khác và thế giới.

### Các giai đoạn của đức tin
1. Trực giác-hình chiếu: một giai đoạn nhầm lẫn và có độ ấn tượng cao thông qua các câu chuyện và nghi lễ (thời kỳ mẫu giáo).
2. Huyền thoại-nghĩa đen: một giai đoạn cung cấp thông tin được chấp nhận để phù hợp với các chuẩn mực xã hội (giai đoạn đi học).
3. Tổng hợp - thông thường: trong giai đoạn này, đức tin có được được cụ thể hóa trong hệ thống niềm tin với việc từ bỏ nhân cách hóa và thay thế bằng thẩm quyền trong các cá nhân hoặc nhóm đại diện cho niềm tin của một người (tuổi vị thành niên sớm).
4. Cảm ứng-phản xạ: trong giai đoạn này, cá nhân phân tích phê phán và chấp nhận đức tin với các hệ thống đức tin hiện có. Sự vỡ mộng hoặc củng cố đức tin xảy ra trong giai đoạn này. Dựa trên nhu cầu, kinh nghiệm và nghịch lý (tuổi trưởng thành sớm).
5. Đức tin kết hợp: trong giai đoạn này, con người nhận ra giới hạn của logic và, đối mặt với những nghịch lý hay siêu việt của cuộc sống, chấp nhận "bí ẩn của cuộc sống" và thường quay trở lại những câu chuyện và biểu tượng thiêng liêng của hệ thống đức tin được mua lại hoặc được thông qua lại. Giai đoạn này được gọi là giải quyết thương lượng trong cuộc sống (khoảng tuổi trung niên).
6. Phổ cập đức tin: đây là giai đoạn "giác ngộ" nơi cá nhân bước ra khỏi tất cả các hệ thống đức tin hiện có và sống cuộc sống với các nguyên tắc từ bi và tình yêu phổ quát và phục vụ người khác để nâng đỡ, không phải lo lắng và nghi ngờ (tuổi trung niên muộn (45-65 tuổi và hơn nữa).[8] 
[cần chú thích đầy đủ]

Không có quy tắc đơn giản đòi hỏi các cá nhân theo đuổi đức tin phải trải qua tất cả sáu giai đoạn. Có khả năng cao cho các cá nhân là nội dung và cố định trong một giai đoạn cụ thể trong suốt cuộc đời; các giai đoạn từ 2-5 là các giai đoạn như vậy. Giai đoạn 6 là đỉnh cao của sự phát triển đức tin. Trạng thái này thường được coi là đạt tới "không hoàn toàn".

## Quan điểm tôn giáo

### Đức tin Baha'i
Trong đức tin Bahá'í, đức tin có nghĩa là, thứ nhất, kiến thức có ý thức và thứ hai, thực hành những việc tốt, cuối cùng là sự chấp nhận thẩm quyền thiêng liêng của Biểu hiện của Thiên Chúa. Theo quan điểm của tôn giáo, đức tin và kiến thức đều cần thiết cho sự tăng trưởng tâm linh. Đức tin liên quan nhiều hơn sự vâng phục bên ngoài đối với thẩm quyền này, nhưng cũng phải dựa trên sự hiểu biết cá nhân sâu sắc về giáo lý tôn giáo.

### Phật giáo
Niềm tin vào Phật giáo (tiếng Pali: saddhā, tiếng Phạn: śraddhā) đề cập đến một cam kết thanh thản trong việc thực hành giáo lý của Đức Phật và tin tưởng vào những chúng sinh giác ngộ hoặc phát triển cao, chẳng hạn như Phật hoặc Bồ tát (những người muốn trở thành một vị Phật).  Phật tử thường nhận ra nhiều đối tượng của đức tin, nhưng nhiều người đặc biệt dành cho một đối tượng cụ thể của đức tin, chẳng hạn như một vị Phật cụ thể. 
Trong Phật giáo sơ khai, đức tin tập trung vào Tam Bảo, nghĩa là Phật Gautama, giáo lý của ông (Pháp) và cộng đồng những tín đồ phát triển tâm linh, hoặc cộng đồng tu sĩ tìm kiếm sự giác ngộ (Tăng đoàn). Mặc dù các lễ vật cho cộng đồng tu viện được đánh giá cao nhất, nhưng Phật giáo sơ khai đã lên án về mặt đạo đức việc hiến tế đối với các vị thần. Một tín đồ trung thành được gọi là upāsaka hoặc upāsika mà không cần tuyên bố chính thức. Trong Phật giáo sơ khai, việc xác định vị trí cá nhân được đánh giá cao nhất trong việc đạt được sự thật và kinh sách thiêng liêng, lý trí hoặc đức tin vào một bậc thầy được coi là nguồn thẩm quyền ít giá trị hơn. Dù đức tin rất quan trọng, đó chỉ là bước khởi đầu cho con đường dẫn đến trí tuệ và giác ngộ, và đức tin sẽ là lỗi thời hoặc được xác định lại ở giai đoạn cuối của con đường đó. 
Mặc dù đức tin vào Phật giáo không bao hàm "niềm tin mù quáng", tuy nhiên thực hành Phật giáo đòi hỏi một mức độ tin cậy, chủ yếu là thành tựu tâm linh của Phật Tất đạt đa. Niềm tin vào Phật giáo tập trung vào sự hiểu biết rằng Đức Phật là một con người thức tỉnh, về vai trò là người thầy siêu việt, trong sự thật về Pháp (giáo lý tâm linh) và tin vào Tăng đoàn (cộng đồng của những môn đồ phát triển tâm linh). Niềm tin vào Phật giáo có thể được tóm tắt là niềm tin vào Tam Bảo: Phật, Pháp và Tăng. Nó được dự định để dẫn đến mục tiêu giác ngộ, hay bồ đề và Niết bàn. Theo ý muốn, đức tin ngụ ý một hành động kiên quyết và can đảm của ý chí. Nó kết hợp ý chí kiên định mà người ta sẽ làm một điều với sự tự tin rằng người ta có thể làm được điều đó.
Trong tầng sau của lịch sử Phật giáo, đặc biệt là Phật giáo Đại thừa, đức tin đã được trao một vai trò quan trọng hơn nhiều.  Khái niệm về Phật tính đã được phát triển, khi sự tôn sùng đối với chư Phật và bồ tát cư trú ở cõi Tịnh độ trở nên phổ biến. Với sự phát sinh của giáo phái Diệu pháp Liên hoa, đức tin đã đóng một vai trò trung tâm trong thực hành Phật giáo, được khuếch đại hơn nữa với sự phát triển lòng sùng kính đối với Đức Phật A Di Đà trong Tịnh độ tông.  Trong hình thức Nhật Bản của Phật giáo Tịnh Độ, dưới sự giáo Honen và Thân Loan, chỉ ủy thác niềm tin đối với Đức Phật A Di Đà được cho là một hình thức hiệu quả trong thực tế, như việc thực hành sống độc thân, đạo đức và kỷ luật Phật giáo khác đã bị loại bỏ vì không còn hiệu quả trong thời đại ngày nay, hoặc mâu thuẫn với đức tính của đức tin.   Đức tin được định nghĩa là một trạng thái tương tự như sự giác ngộ, với ý thức tự phủ định và khiêm nhường.
Vì vậy, vai trò của đức tin tăng lên trong suốt lịch sử Phật giáo. Tuy nhiên, từ thế kỷ XIX trở đi, chủ nghĩa hiện đại Phật giáo ở các quốc gia như Sri Lanka, Nhật Bản và cả ở phương Tây thì đã cải cách và đổi mới đức tin trong Phật giáo. Niềm tin vào Phật giáo có chỗ đứng quan trọng và lớn ở Châu Á hiện đại và phương Tây, nhưng được hiểu và định nghĩa khác với cách giải thích truyền thống.  Thậm chí ở trong cộng đồng Phong trào Phật giáo Dalit, quy y không chỉ được định nghĩa là một hoạt động tôn giáo bình thường, mà còn là một lựa chọn chính trị.

### Kitô giáo

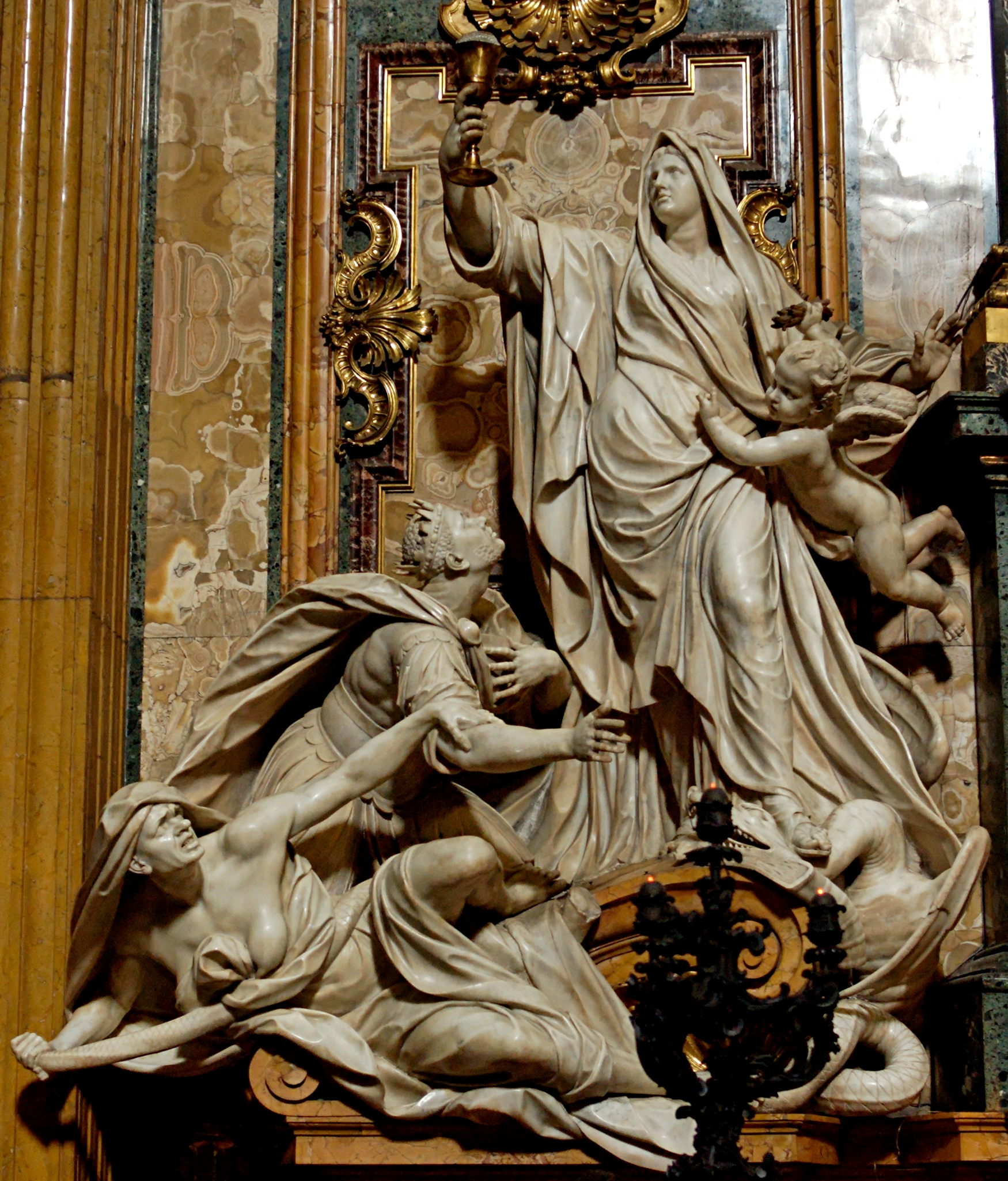
Chiến thắng của đức tin đối với thờ cúng hình tượng của Jean-Baptiste Théodon (1646 Từ1713)

Từ được dịch là "đức tin" trong Tân Ước là từ Hy Lạp πίστις (pístis) cũng có thể được dịch là "niềm tin", "lòng trung thành" và "lòng tin". Có nhiều quan điểm khác nhau trong Kitô giáo liên quan đến bản chất của đức tin. Một số người coi đức tin là bị thuyết phục hoặc bị thuyết phục rằng điều gì đó là sự thật. Theo quan điểm này, một người tin rằng một cái gì đó khi họ được trình bày với bằng chứng đầy đủ rằng đó là sự thật. Nhà thần học Thomas Aquinas không cho rằng đức tin chỉ là ý kiến: ngược lại, ông cho rằng đó là một ý nghĩa (được hiểu theo nghĩa Platonic) giữa sự phụ thuộc quá mức vào khoa học (tức là chứng minh) và phụ thuộc quá nhiều vào ý kiến.
Sau đó, có rất nhiều quan điểm liên quan đến kết quả của đức tin. Một số người tin rằng đức tin thực sự dẫn đến kết quả tốt, trong khi những người khác tin rằng trong khi đức tin vào Giêsu mang lại sự sống vĩnh cửu, thì nó không nhất thiết dẫn đến kết quả tốt.
Bất kể cách tiếp cận nào đến đức tin mà một Kitô hữu thực hiện, tất cả đều đồng ý rằng đức tin Kitô giáo phù hợp với lý tưởng và gương mẫu về cuộc đời của Giêsu. Người Kitô hữu nhìn thấy sự mầu nhiệm và ân sủng của Thiên Chúa và tìm cách biết và trở nên vâng lời Thiên Chúa. Đối với một Kitô hữu, đức tin không phải là tĩnh mà khiến người ta học hỏi thêm về Thiên Chúa và phát triển; Đức tin Kitô giáo có nguồn gốc từ Thiên Chúa.
Định nghĩa về đức tin được đưa ra bởi tác giả của Thư tín cho người Do thái trong Hebrew 11: 1 mang ý nghĩa đặc biệt với các Kitô hữu tôn trọng Kinh thánh là nguồn gốc của sự thật thiêng liêng. Tại đó tác giả viết:
"Bây giờ đức tin là bản chất của những điều hy vọng, bằng chứng của những điều không nhìn thấy." - Phiên bản Vua James
"Bây giờ đức tin là sự đảm bảo rằng những gì chúng ta hy vọng sẽ xuất hiện và chắc chắn rằng những gì chúng ta không thể thấy có tồn tại." - Phiên bản tiêu chuẩn quốc tế
Người đàn ông ngây thơ hoặc thiếu kinh nghiệm [dễ bị lầm lạc và tin từng lời anh ta nghe, nhưng người đàn ông thận trọng thì kín đáo và sắc sảo. (Châm ngôn 14:15, Kinh thánh Amplified) Sứ đồ Kitô giáo Phao-lô đã viết: Hãy thử tất cả mọi thứ được cho là chắc chắn, và nếu có, thì hãy chấp nhận nó..
Trong Kitô giáo, đức tin gây ra sự thay đổi khi nó tìm kiếm một sự hiểu biết lớn hơn về Thiên Chúa. Đức tin không chỉ là chủ nghĩa trung thực hay sự vâng phục đơn giản đối với một bộ quy tắc hoặc tuyên bố. Trước khi Kitô hữu có đức tin, họ phải hiểu họ có đức tin vào ai và vào những gì. Không có sự hiểu biết, không thể có đức tin thực sự, và sự hiểu biết đó được xây dựng trên nền tảng của cộng đồng tín đồ, kinh thánh và truyền thống và kinh nghiệm cá nhân của tín đồ. Trong các bản dịch tiếng Anh của Tân Ước, từ "đức tin" thường tương ứng với danh từ Hy Lạp πίστις (pistis) hoặc với động từ Hy Lạp πιστεύω (pisteuo), có nghĩa là "tin tưởng, tin tưởng, trung thành, đáng tin cậy, để đảm bảo ".